# Renato Lage
Renato Rui de Souza Lage, mais conhecido como Renato Lage (Rio de Janeiro, 21 de maio de 1949), é um carnavalesco brasileiro.
Fez história no Carnaval do Rio de Janeiro imprimindo um estilo high-tech, principalmente nos anos 90 em parceria com Lilian Rabello. Atua no carnaval desde 1979, vencendo 4 vezes o Grupo Especial.

## Biografia
Renato Lage começou a fazer carnaval em 1978 como auxiliar de barracão e chefe de alegorias no Salgueiro, do então carnavalesco Fernando Pamplona. A partir de 1979, iniciou trajetória solo na Unidos da Tijuca, conquistando o título no mesmo ano no grupo 1-B (hoje grupo de acesso A), com o enredo sobre Delmiro Gouveia, em homenagem ao visionário industrial nordestino. Renato conheceu Lilian Rabello saindo da Escola de Artes do Parque Lage e a chamou para trabalhar com ele e permaneceram na Tijuca até 1982. Em 1983, Renato foi com Lilian Rabello para o Império Serrano, tradicional escola carioca do bairro de Madureira.
Em seu primeiro ano como carnavalesco do Império Serrano, desenvolveu figurinos e alegorias para o enredo de Fernando Pamplona "Mãe, Baiana Mãe", desenvolvido e pesquisado por Lilian, sobre os hábitos das tradicionais baianas. Já naquele ano chamou a atenção da mídia e do público em geral pelo extremo bom gosto com que o cotidiano das senhoras do samba fora retratado. A partir de 1985, começou a desenvolver os enredos criados e desenvolvidos por Lilian Rabello que fazia dupla de criação com Renato Lage, tendo permanecido na escola até 1986. Em 1987, retornou ao Salgueiro, escola onde desenvolveu o desfile do enredo "E por quê não?" de autoria de Lilian Rabello, sendo precursores do estilo estético arrojado que os consagrariam anos depois na Mocidade Independente de Padre Miguel. No ano seguinte, Renato e Lilian transferiram-se para a Caprichosos fazendo mais dois enredos de autoria de Lilian.
Em 1990, o banqueiro Castor de Andrade volta à Mocidade depois de 2 anos afastado e dá início a um plano de reformulação da escola de Padre Miguel, que amargara resultados ruins durante sua ausência, além de ter perdido em um acidente automobilístico um dos seus maiores nomes, o carnavalesco Fernando Pinto. Castor convidou o casal Renato Lage e Lilían Rabelo, além do cenógrafo e diretor televisivo Maurício Sherman para desenvolver um enredo sobre a virada da década. O desenrolar dos acontecimentos, além do forte expectativa com que a escola lidava devido a volta de Castor de Andrade, fez com que o enredo sobre a virada da década se tornasse o enredo sobre a virada da própria Mocidade, que pretendia entrar nos anos 90 renovada. Por fim, Sherman foi dispensado e Renato e Lílian deram início a concepção do vitorioso "Vira-Virou, a Mocidade Chegou"  O enredo era uma profunda viagem ao passado da escola, resgatando momentos desde a sua fundação por membros de um clube de futebol, o Independente Futebol Clube, a conquista do primeiro título, a sua lendária bateria, desfiles memoráveis e grandes nomes, como os carnavalescos Arlindo Rodrigues e Fernando Pinto, além do inesquecível Mestre André. Destaque também para os carnavais na verde e branco de 1991, 1992, 1996, 1997, 1999 e 2002.

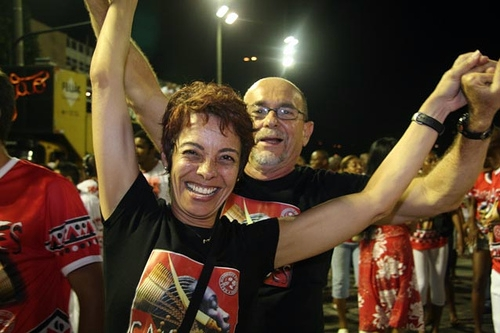
Renato desenvolveu vários enredos ao lado de sua esposa, Márcia Lage

Em 2003 Renato Lage retorna ao Acadêmicos do Salgueiro, na comemoração dos 50 anos da escola. Em 2007, o carnavalesco trabalhou paralelamente em duas escolas de samba, no Salgueiro e na comissão de carnaval da Império de Casa Verde, em São Paulo, junto com sua esposa Márcia Lage e outros membros.
Em 2008 repetiu a dose, mas desta vez trabalhando no Império Serrano, atingindo o campeonato do Grupo de acesso A, além do vice-campeonato no Grupo Especial com o Salgueiro. Em 2009 consagrou-se campeão no Salgueiro com o enredo "Tambor" que arrebatou a Sapucaí e a escola foi sucesso de crítica e público numa vitória incontestável. no ano de 2011, com um desfile digno de título, fez um enredo sobre o cinema na cidade do Rio de Janeiro, tendo feito alegorias gigantes, como a do King Kong na Central. o que dificultou o trabalho da harmonia e atrasando o desfile da escola. Em 2012 teve outra atuação dupla pois além do Salgueiro (onde sagrou-se vice-campeão), Renato foi também carnavalesco da Império da Zona Norte conquistando o 3º lugar para a escola de Porto Alegre. Em 2013 fez para o Salgueiro o enredo "Fama", Obtendo a quinta colocação e para 2014 consegue o vice-campeonato, em parceria com a esposa Márcia Lage, com o enredo "Gaia, a vida em nossas mãos".
Em 2016 repetiria a parceria, desenvolvendo junto com a sua mulher Márcia o carnaval da Vai-Vai, além de permanecer no Salgueiro. Seguiu atuando com sua esposa nos dois anos subsequentes pela Grande Rio. Em 2019, Renato e Márcia foram contratados pela escola de samba Portela visando ao carnaval de 2020. No ano seguinte, desenvolveram o enredo "Guajupiá, Terra Sem Males" para a histórica agremiação. O desfile foi correto e sem percalços, mas a escola acabou ficando num amargo sétimo lugar, frustrando todos aqueles que esperavam uma colocação melhor. Mesmo assim, Renato e sua esposa renovaram com a Portela para 2021 e anunciaram o tema: Igi Osé Baobá, que vai contar a história e retratar a simbologia dos baobás, árvores gigantescas e milenares originárias da África.
Desfile esse que só ocorreu em 2022, onde a Portela conquistou um singelo 5° lugar.
Renato e sua esposa, Márcia, tiveram seus contratos renovados para o carnaval do centenário da Portela. Desfile esse, que prometia emocionar toda a Sapucaí, mas devido a problemas plásticos e de evolução, a Portela acabou ficando em 10° lugar. No dia 24/02/2023, a Portela comunicou o desligamento do casal em comum acordo.

## Carnavais
Abaixo, a lista de desfiles assinados por Renato Lage.
| Ano  | Escola                | Colocação   | Divisão        | Enredo                                                                           | Ref.  |
| ---- | --------------------- | ----------- | -------------- | -------------------------------------------------------------------------------- | ----- |
| 1980 | Unidos da Tijuca      | Campeã      | Grupo 1-B      | Delmiro Gouveia                                                                  |       |
| 1981 | Unidos da Tijuca      | 8.º lugar   | Grupo 1-A      | Macobeba - O que dá pra rir, dá pra chorar                                       |       |
| 1982 | Unidos da Tijuca      | 9.º lugar   | Grupo 1-A      | Lima Barreto - Mulato pobre, mas livre                                           |       |
| 1983 | Império Serrano       | 3.º lugar   | Grupo 1-A      | Mãe, baiana mãe                                                                  |       |
| 1984 | Império Serrano       | Vice-campeã | Grupo 1-A      | Foi Malandro é                                                                   |       |
| 1985 | Império Serrano       | 7.º lugar   | Grupo 1-A      | Samba, Suor e Cerveja, o combustível da ilusão                                   |       |
| 1986 | Império Serrano       | 3.º lugar   | Grupo 1-A      | Eu Quero                                                                         |       |
| 1987 | Salgueiro             | 5.º lugar   | Grupo 1        | E por que não?                                                                   |       |
| 1988 | Caprichosos           | 8.º lugar   | Grupo 1        | Luz, Câmera e Ação                                                               |       |
| 1989 | Caprichosos           | 12.º lugar  | Grupo 1        | O que é bom todo mundo gosta                                                     |       |
| 1990 | Mocidade              | Campeã      | Especial RJ    | Vira virou, a Mocidade chegou                                                    |       |
| 1991 | Mocidade              | Campeã      | Especial RJ    | Chuê, Chuá, as águas vão rolar                                                   |       |
| 1992 | Mocidade              | Vice-campeã | Especial RJ    | Sonhar não custa nada ou quase nada                                              |       |
| 1993 | Mocidade              | 4.º lugar   | Especial RJ    | Marraio, feridô sou rei                                                          |       |
| 1994 | Mocidade              | 8.º lugar   | Especial RJ    | Avenida Brasil, tudo passa, quem não viu?                                        |       |
| 1995 | Mocidade              | 4.º lugar   | Especial RJ    | Padre Miguel: olhai por nós!                                                     |       |
| 1996 | Mocidade              | Campeã      | Especial RJ    | Criador e Criatura                                                               |       |
| 1997 | Mocidade              | Vice-campeã | Especial RJ    | De Corpo e Alma na avenida                                                       |       |
| 1998 | Mocidade              | 6.º lugar   | Especial RJ    | Brilha no céu a estrela que me faz sonhar                                        |       |
| 1999 | Mocidade              | 4.º lugar   | Especial RJ    | Villa-Lobos e a apoteose brasileira                                              |       |
| 2000 | Mocidade              | 4.º lugar   | Especial RJ    | Verde, Amarelo, Azul-Anil colorem o Brasil no ano 2000                           |       |
| 2001 | Mocidade              | 7.º lugar   | Especial RJ    | Paz e Harmonia, Mocidade é alegria                                               |       |
| 2002 | Mocidade              | 4.º lugar   | Especial RJ    | O Grande Circo Místico                                                           |       |
| 2003 | Salgueiro             | 7.º lugar   | Especial RJ    | Salgueiro, minha paixão, minha raiz - 50 anos de glórias                         |       |
| 2004 | Salgueiro             | 6.º lugar   | Especial RJ    | A cana que aqui se planta, tudo dá, até energia… Álcool, o combustível do futuro |       |
| 2005 | Salgueiro             | 5.º lugar   | Especial RJ    | Do fogo que ilumina a vida, Salgueiro é chama que não se apaga                   |       |
| 2006 | Salgueiro             | 11.º lugar  | Especial RJ    | Microcosmos: o que os olhos não veem, o coração sente                            |       |
| 2007 | Salgueiro             | 7.º lugar   | Especial RJ    | Candaces                                                                         |       |
| 2007 | Império de Casa Verde | 5.º lugar   | Especial SP    | Glórias e Conquistas - A Força do Império está no salto do Tigre                 |       |
| 2008 | Salgueiro             | Vice-campeã | Especial       | O Rio de Janeiro continua sendo…                                                 |       |
| 2008 | Império Serrano       | Campeã      | Grupo A        | Taí, eu fiz tudo para você gostar de mim                                         |       |
| 2009 | Salgueiro             | Campeã      | Especial RJ    | Tambor!                                                                          |       |
| 2010 | Salgueiro             | 5.º lugar   | Especial RJ    | Histórias sem fim                                                                |       |
| 2011 | Salgueiro             | 5.º lugar   | Especial RJ    | Salgueiro Apresenta: o Rio no Cinema                                             |       |
| 2012 | Salgueiro             | Vice-campeã | Especial RJ    | Cordel branco e encarnado                                                        |       |
| 2012 | Império da Zona Norte | 3.º lugar   | Especial (POA) | O Império contra-ataca                                                           |       |
| 2013 | Salgueiro             | 5.º lugar   | Especial RJ    | Fama                                                                             |       |
| 2014 | Salgueiro             | Vice-campeã | Especial RJ    | Gaia - A vida em nossas mãos                                                     |       |
| 2015 | Salgueiro             | Vice-campeã | Especial RJ    | Do Fundo do Quintal, Saberes e Sabores na Sapucaí                                |       |
| 2016 | Salgueiro             | 4.º lugar   | Especial RJ    | A Ópera dos Malandros                                                            |       |
| 2016 | Vai-Vai               | 4.º lugar   | Especial SP    | Je Suis Vai-Vai - Bem-vindos à França                                            |       |
| 2017 | Salgueiro             | 3.º lugar   | Especial RJ    | A Divina Comédia Do Carnaval                                                     |       |
| 2018 | Grande Rio            | 12.º lugar  | Especial RJ    | Vai para o trono ou não vai?                                                     |       |
| 2019 | Grande Rio            | 9.º lugar   | Especial RJ    | Quem nunca...? Que atire a primeira pedra                                        |       |
| 2020 | Portela               | 7.º lugar   | Especial RJ    | Guajupiá, Terra sem Males                                                        |       |
| 2022 | Portela               | 5.º lugar   | Especial RJ    | Igi Osè Baobá                                                                    |       |
| 2023 | Portela               | 10.º lugar  | Especial RJ    | O azul que vem do infinito                                                       |       |
| 2025 | Mocidade Independente | 11.º lugar  | Especial RJ    | Voltando para o futuro – Não há limites pra sonhar                               | [ 6 ] |
| 2026 | Mocidade Independente |             | Especial RJ    | Rita Lee: A Padroeira da Liberdade                                               | [ 7 ] |

## Títulos e estatísticas
| Grupo                 | Campeonato | Ano                    | Vice | Ano                                      | Terceiro lugar | Ano        |
| --------------------- | ---------- | ---------------------- | ---- | ---------------------------------------- | -------------- | ---------- |
| Primeira divisão (RJ) | 4          | 1990, 1991, 1996, 2009 | 7    | 1984, 1992, 1997, 2008, 2012, 2014, 2015 | 2              | 1986, 2017 |
| Segunda divisão (RJ)  | 2          | 1980, 2008             | 0    | -                                        | 0              | -          |

## Premiações
- Estandarte de Ouro

1. 1981 - Melhor enredo (Unidos da Tijuca - "Macobeba - O que dá pra rir, dá pra chorar") [8]
2. 1995 - Melhor enredo (Mocidade - "Padre Miguel: Olhai por Nós!") [9]
3. 1996 - Melhor enredo (Mocidade - "Criador e Criatura") [10]
4. 1999 - Melhor enredo (Mocidade - "Villa-Lobos e a Apoteose Brasileira") [11]
5. 2002 - Personalidade [12]
6. 2006 - Melhor enredo (Salgueiro - "Microcosmos: o que os olhos não veem, o coração sente") [13]
7. 2009 - Melhor enredo (Salgueiro - "Tambor") [14]
8. 2013 - Melhor enredo (Salgueiro - "Fama") [15]
9. 2016 - Melhor enredo (Salgueiro - "A Ópera dos Malandros") [16]

- Estrela do Carnaval

1. 2009 - Melhor carnavalesco (Salgueiro) [17]
2. 2009 - Melhor conjunto de fantasias (Salgueiro) [18]
3. 2011 - Melhor conjunto de alegorias (Salgueiro) [19]
4. 2013 - Melhor conjunto de fantasias (Salgueiro) [20]
5. 2014 - Melhor conjunto de fantasias (Salgueiro) [21]
6. 2015 - Melhor conjunto de alegorias (Salgueiro) [22]
7. 2016 - Melhor enredo (Salgueiro - "A Ópera dos Malandros") [23]

- Gato de Prata

1. 2011 - Melhor enredo ("Salgueiro Apresenta: o Rio no Cinema") [24]
2. 2015 - Melhor carnavalesco (Salgueiro) [25]

- Plumas & Paetês Cultural

1. 2009 - Melhor carnavalesco (Salgueiro) [26]
2. 2011 - Melhor desenhista (Salgueiro) [27]
3. 2012 - Melhor carnavalesco (Salgueiro) [28]

- Prêmio 100% Carnaval

1. 2022 - Melhor conjunto de fantasias (Portela) [29]

- Prêmio Veja Rio

1. 2014 - Melhor alegoria (Abre-alas do Salgueiro) [30]

- S@mba-Net

1. 2007 - Prêmio Especial (pela contribuição ao carnaval) [31][32]
2. 2022 - Melhor conjunto de fantasias (Portela) [33]

- Tamborim de Ouro

1. 1999 - Melhor conjunto de alegorias (Mocidade) [34]
2. 1999 - Melhor conjunto de fantasias (Mocidade) [35]
3. 2000 - Beleza de Mensagem (Enredo da Mocidade - "Verde, Amarelo, Azul-Anil Colorem o Brasil no Ano 2000") [36]
4. 2001 - Beleza de Mensagem (Enredo da Mocidade - "Paz e Harmonia, Mocidade É Alegria") [37]
5. 2014 - Enredo Maravilha (Salgueiro - "Gaia - A Vida em Nossas Mãos") [38]
6. 2014 - Melhor conjunto de alegorias (Salgueiro) [38]

- Troféu Andarilho do Samba

1. 2008 - Melhor enredo (Império Serrano - "Taí, Eu Fiz Tudo para Você Gostar de Mim") [39]

- Troféu Jorge Lafond

1. 2008 - Melhor enredo (Império Serrano - "Taí, Eu Fiz Tudo para Você Gostar de Mim") [40]

- Troféu Manchete - Papa-Tudo

1. 1996 - Melhor carnavalesco (Mocidade) [41]
2. 1998 - Melhor carnavalesco (Mocidade) [42]
3. 1998 - Melhor enredo (Mocidade - "Brilha no Céu a Estrela que Me Faz Sonhar") [43]

- Troféu Sambario

1. 2009 - Melhor enredo (Salgueiro - "Tambor") [44]
2. 2011 - Melhor alegoria (King Kong no Relógio da Central) [45]

- Troféu Tupi Carnaval Total

1. 2011 - Melhor carnavalesco (Salgueiro) [46][47]
2. 2022 - Melhor conjunto de fantasias (Portela) [48]